# Ковнати (Великопольське воєводство)
Ковнати (пол. Kownaty) — село в Польщі, у гміні Вільчин Конінського повіту Великопольського воєводства.
Населення — 383 особи (2011).
У 1975-1998 роках село належало до Конінського воєводства.

## Демографія
Демографічна структура станом на 31 березня 2011 року:
|          | Загалом | Допрацездатний вік | Працездатний вік | Постпрацездатний вік |
| -------- | ------- | ------------------ | ---------------- | -------------------- |
| Чоловіки | 191     | 39                 | 138              | 14                   |
| Жінки    | 192     | 46                 | 111              | 35                   |
| Разом    | 383     | 85                 | 249              | 49                   |